# 長井利隆
斎藤 利隆（さいとう としたか、生没年不明）は、戦国時代の武将。父は不明。法名は清康宗所。娘に氏家直元の母（氏家行隆室）。子は長井長弘がいたともされるが不明。長井利隆とも記されるが、利隆自身が長井氏を称した一次史料は存在しない。

## 経歴

### 資料に見える利隆
利隆の初見は、明応9年（1500年）に行われた善性尼という女性の法要についての文書である。この文書によると、善性尼は斎藤利綱と利隆の母とされているが、善性尼が利隆の実母か養母か、利綱が実の兄弟か義兄弟かは不明である。以降は永正2年（1505年）、永正5年（1508年）、永正8年（1511年）に「藤原利隆」の名前が確認できる。それ以降は利隆の名前が見えなくなり、代わりに永正14年（1517年）7月以降は「妙全」の名前が見えるようになる。大永7年（1527年）には「持是院妙全」、天文7年（1538年）には「持是院法印権大僧都岱宗全公大和尚」とある。
義兄弟か実の兄弟かはともかく、帯刀左衛門尉家の斎藤利綱と兄弟である利隆が持是院を称しているのは、永正9年（1512年）に持是院家当主で当時26歳の斎藤彦四郎が内紛を起こして尾張国へと亡命し、美濃国に残された持是院家は斎藤利良（新四郎）が25歳前後、故・斎藤又四郎の子である斎藤大黒は15歳前後であり、皆年齢が若かったため、斎藤氏内の長老格であった利隆がまとめ役として求められたからであると考えられる。

### 軍記物に見える利隆
初め竹ヶ鼻城主（文明10年（1478年）頃 - 明応5年（1496年））だったが、万里集九の漢詩文集『梅花無尽蔵』によると、守護代・斎藤利親が戦死したことにより、その跡を継いだ利親の子・利良が幼少のため、長井藤左衛門尉長弘とともに補佐した。『美濃明細記』によると、土岐政房・土岐政頼・土岐頼芸の執権であったという。明応6年（1497年）、利良後見のため、竹ヶ鼻城から加納城に移ったといわれる。永正13年（1516年）2月、京都妙覚寺の日善上人の法弟であった弟ともいわれる日護房（南陽房）を美濃に招き、美濃国厚見郡今泉の常在寺の住職とした。土岐政房の後継を巡る家督争いでは土岐頼芸方に付いた。その後、頼芸が川手城から大桑城に拠点を移したことにともない、川手城に城代として置かれた。永正12年（1515年）に死去。享年71または天正2年（1530年）に死去。墓所は汾陽寺。

### 書状
瑞林寺文書によれば「藤原利隆」の名で永正8年（1511年）3月、美濃加茂市にある瑞林寺の保護のために禁制。『汾陽寺文書』によれば「斎藤利隆」の名で永正2年（1505年）7月19日、『八幡神社文書』によれば「長井利隆」の名で永正5年（1508年）6月、関市の武芸八幡宮に禁制。

### 斎藤道三の父
- 『江濃記』では、斎藤家の家臣には長井藤左衛門（長弘）と長井豊後守がいる。豊後守は山城国西之岡の浪人で長井藤左衛門に仕官し、数々の合戦で戦功を上げて斎藤氏に仕える。斎藤家が断絶すると藤左衛門とともに領地を分けた。藤左衛門と豊後守は不和になり、豊後守が死去するとその子山城守利政が家督を継ぎ、後に斎藤姓を名乗ったとある。この長井豊後守が利隆であるとすると、「六角承禎書写」にある斎藤義龍の祖父とされる長井新左衛門尉（道三の父）と同一人物の可能性も考えられる。
- 『美濃国雑事記』の「長井系図」でも長井道利は利隆の子で、更に道利は斎藤道三の弟とされる。
- 『美濃明細記』では、長井利隆は豊後守であり、長井道利の父で、斎藤道三の義父とされる。
- なお、『岐阜軍記』にある「斎藤系図」では長井道利は、長弘の子とされる。

## 登場するテレビドラマ
- 国盗り物語（1973年、NHK大河ドラマ、演：安井昌二）
- 戦国乱世の暴れん坊 齋藤道三 怒涛の天下取り（1991年、テレビ朝日、演：平幹二朗）
- 国盗り物語（2005年、テレビ東京、演：磯部勉）